# Яроччина
Яроччина — хутір, приєднаний до села Загірці Лановецького району Тернопільської області.
Назва хутора відозмінена від жіночого імені Ярка (Ярина).